# Dionisio Scarlatti y Aldama
Dionisio Scarlatti y Aldama   (8 d'octubre de 1812 - 10 d'agost de 1880) va ser un compositor espanyol, descendent del també compositor Domenico Scarlatti.
Al voltant de 1846 va concebre la idea de crear una Acadèmia Nacional de Música i Declamació de la qual era patrocinadora i protectora la reina Isabel II i l'infant Francesc de Paula, amb la intenció de crear una òpera lírica nacional exclusiva per a la música vocal espanyola, i fins i tot es va arribar a assajar la seva òpera Güelfos i gibel·lins en 1846, però el projecte, en el qual s'havien compromès també Joaquín Gaztambide, Joaquín Espín i Guillén, Francisco Sales i Juan Lombia, es va desfer per problemes interns, segons Barbieri.
Va compondre Rinconete i Cortadillo (l872), inspirada en l'obra de Cervantes; Angélica i Medoro, sarsuela en un acte original de Leopoldo Maria Bremón, i moltes altres òperes i sarsueles, bastants d'elles amb lletra del seu amic l'escriptor Àngel Maria Segòvia.